# ガラ・エリュアール

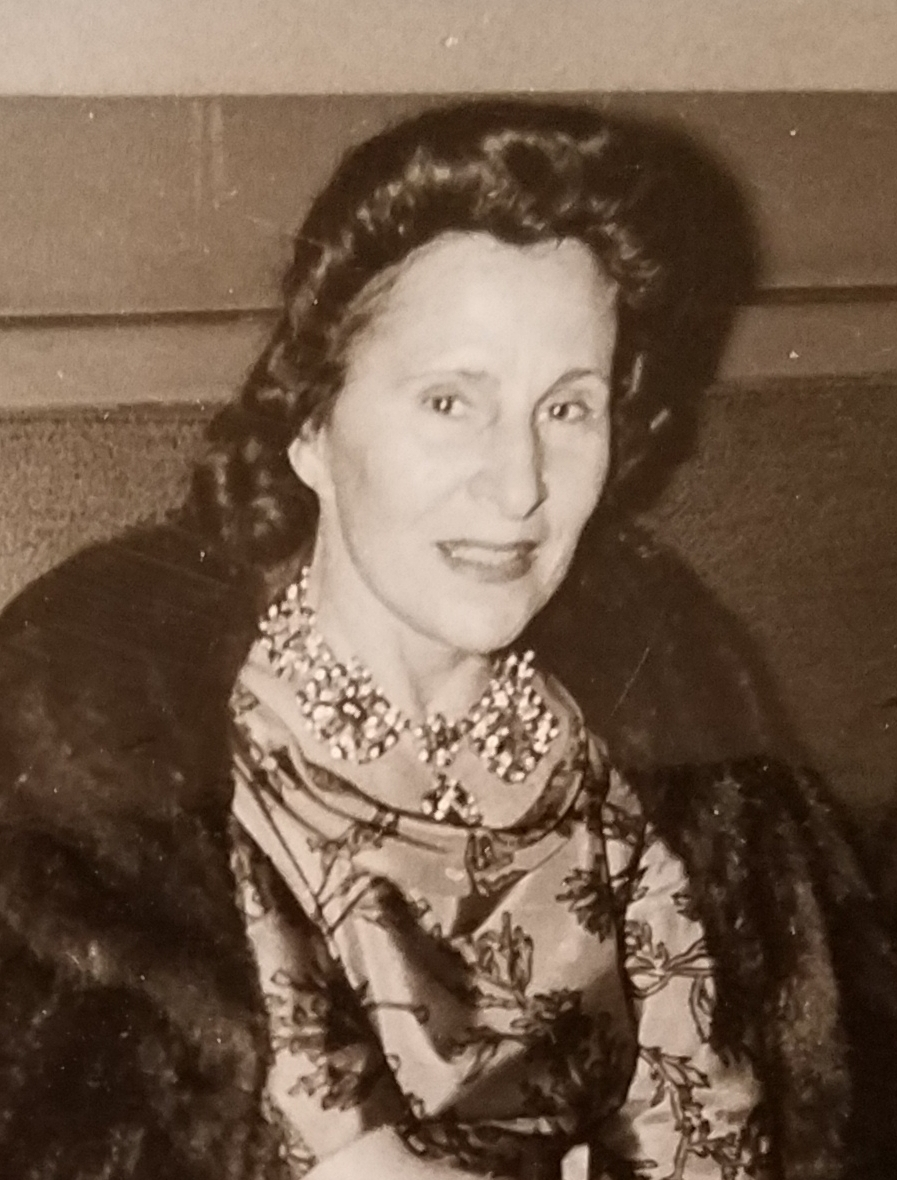
ガラ・エリュアール

ガラ・エリュアール・ダリ（Gala Eluard Dalí、1894年9月7日/ユリウス暦8月26日 - 1982年6月10日）は、詩人ポール・エリュアールの元妻であり、のち画家サルバドール・ダリの妻でガラ・ダリ・デ・プブル侯爵夫人。ロシア出身。本名はエレーナ・イヴァーノヴナ・ジヤーコノヴァ（Еле́на Ива́новна Дья́конова、ラテン文字転写：Elena Ivanovna Diakonova）もしくはエレーナ・ジミートリエヴナ・ジヤーコノヴァ（Helena Dimitrievna Diakonova）。ヘレナ・デルヴィーナ・ディアコノフ（Helena Deluvina Diakonoff）、ヘレナ・ディアコノフ・デルヴィーナ（Helena Diakonoff Deluvina）とする資料もある。

## 生涯
タタールスタン共和国のカザン生まれ。父親は弁護士で裕福なユダヤ人だったが、ジヤーコノフはモスクワでは非常によく知られたユダヤ人の苗字だったため、ガラ自身はこの苗字を嫌っていた。
結核治療のために行ったスイスのサナトリウムでエリュアールと出会い、1917年に結婚。娘を出産する。
結婚後、夫の同意とともにマックス・エルンストらの青年画家と親密な関係を持つが、1929年に夫婦でダリの元を訪れた際、ガラは彼と初めての肉体交渉を持っている。1932年にはエリュアールと正式に離婚し、1934年1月の末にダリと民法上の入籍、1958年にはマドリードで宗教上の結婚式を挙げている。
「ポルト・リガトの聖母」（1949 年）、「球体のガラテア」（1952年）、「はりつけ（コーパスハイパーキューバス）」（1954年）、「クリストファー・コロンブスによるアメリカの発見」（1959年）、「エキュメニカル公会議」（1960年）等、
ダリの作品の中にしばしばガラは登場した。ガラは若いアーティストが好きで、性的衝動も強く、晩年でも傾向は治らなかったのでダリの心配の元であった。しかし当時のシュールレアリスト達にとってなくてはならないミューズ的存在が彼女であった。ガラが1982年に死去すると、ダリは「自分の人生の舵を失った」と激しく落胆し、プボル城に引きこもるようになり、その翌年を最後に生涯、絵を描くこともなくなった。

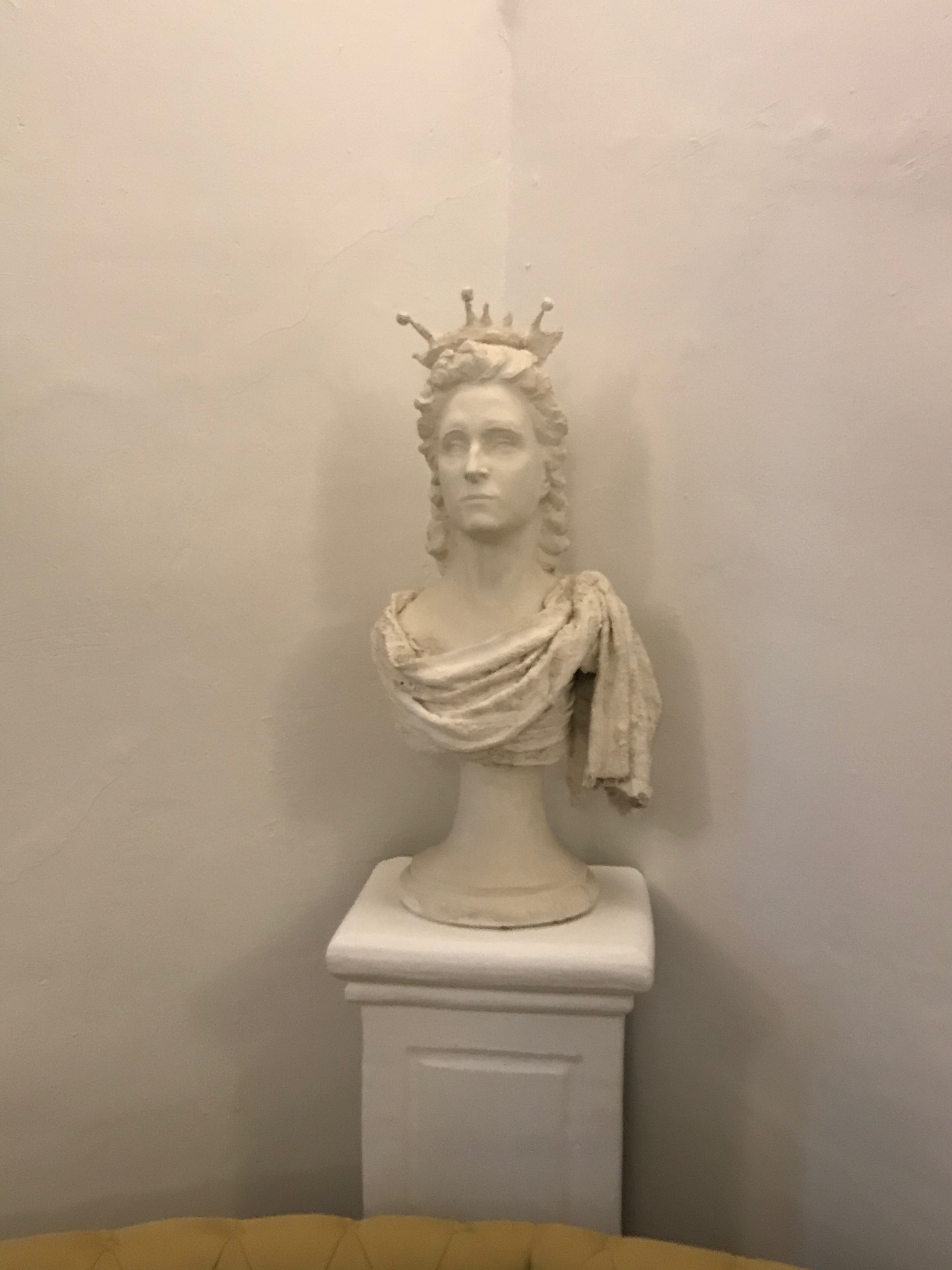
プボル城（ガラ・ダリ城）にあるガラの像

## 日本語文献
- ドミニク・ボナ『ガラ　炎のエロス』 岩切正一郎訳、筑摩書房、1997年